# Дамаскины
Дамаски́ны — проповеди на болгарском языке (первоначально также на церковнославянском).
Дамаскины являются переводом сборника проповедей греческого епископа Дамаскина Студита, опубликованного в 1570 году в Венеции. Они были написаны на греческом языке. Самые старые переводы были на церковнославянском языке, а затем были переведены на болгарский язык. Дамаскины были популярны. В настоящее время являются частью устной культуры.
Постепенно, начиная с XVII века, дамаскины превратились в читаемые смешанные собрания светского характера, в том числе апокрифы. Их язык разговорный, узус, поэтому они являются основой для формирования современного болгарского языка, стандартизованного в XIX веке.